# Nederlands Artillerie Museum
Het Nederlands Artillerie Museum in 't Harde ligt op de top van de Woldberg. Het museum belicht de geschiedenis van het Nederlandse Wapen der Artillerie. Omdat het museum op de legerplaats bij Oldebroek ligt moeten bezoekers zich op verzoek identificeren. Het museum werd in 1961 opgericht en wordt beheerd door de stichting Nederlands Artillerie Museum.

## Doelstelling
Doelstelling van het museum is het bijeenbrengen, conserveren en tentoonstellen van voorwerpen, foto's en documenten van en over de Nederlandse artillerie. De collectie bestond in 1961 uit enkele panden, die nu als rijksmonument zijn aangemerkt, en wat munitie. Na 1971 werd de verzameling verder uitgebreid.

## Gebouwen

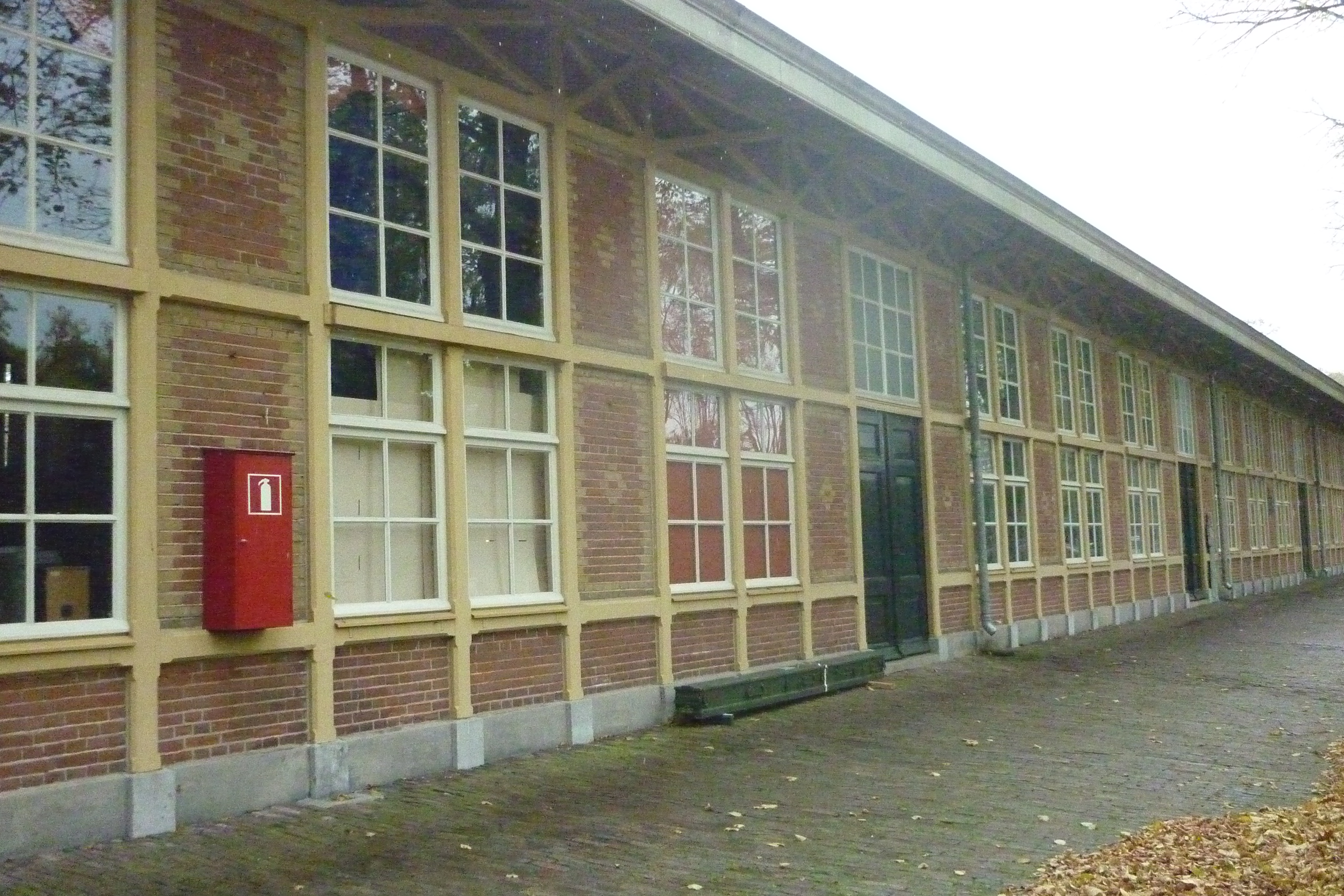
Paviljoen 4

De museumpaviljoens liggen op de top van een circa 60 meter hoge heuvel met uitzicht over het heidelandschap van de noordelijke Veluwe. De panden zijn in 1875 gebouwd en liggen in een park in Engelse landschapstijl.
Het museum omvat 750m² tentoonstellingsruimte, verspreid over vier paviljoens:
Paviljoen 1
Hier wordt vooral de geschiedenis van de artillerie belicht van voor 1900. Voorheen was dit een fietsenloods.

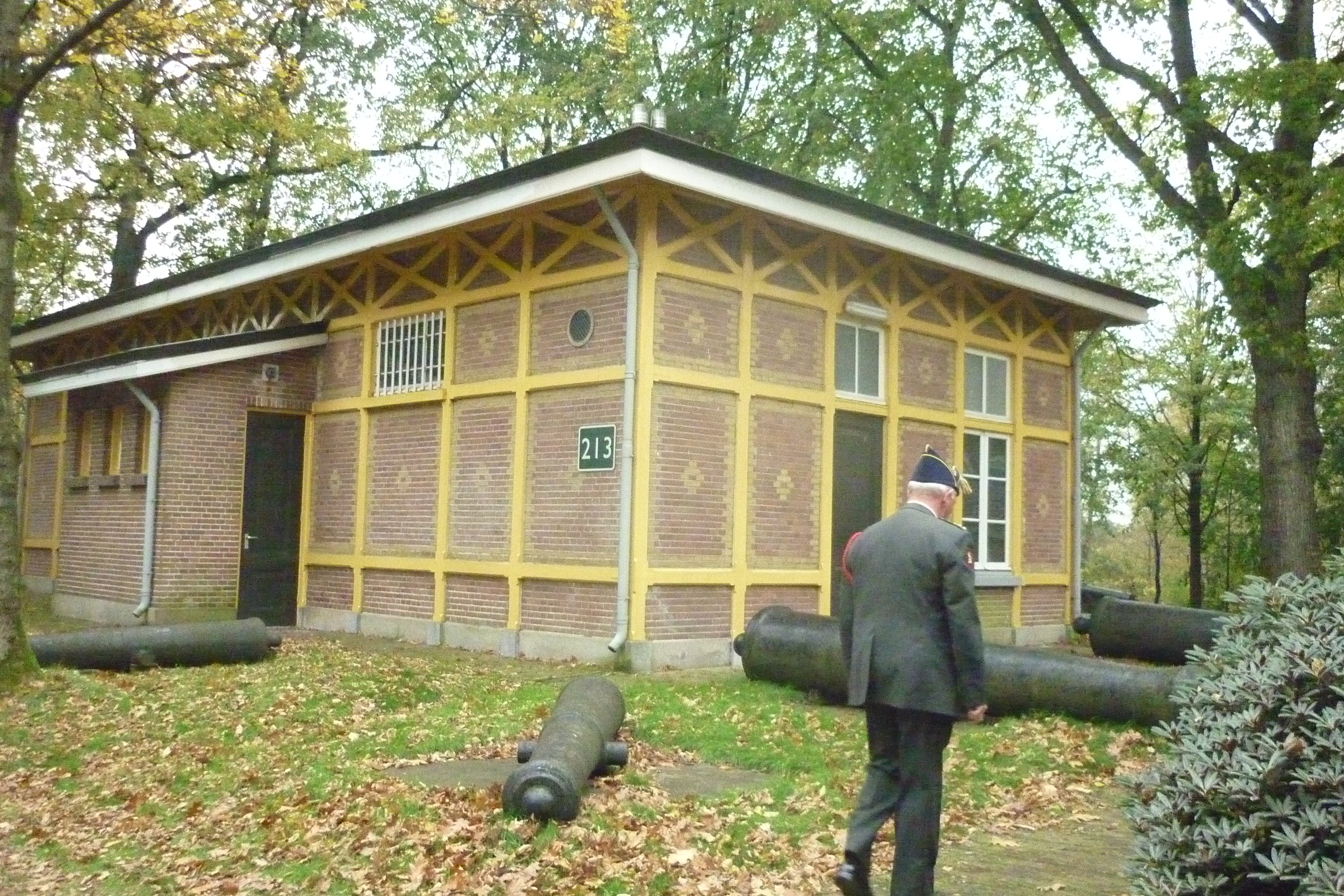
Paviljoen 2
Hier wordt een kleine verzameling wapens van vesting-, pantserfort- en kustartillerie tentoongesteld. Voorheen was dit een wachtgebouw.
Paviljoen 3
Hier staan artilleriewapens uit de eerste helft van de 20ste eeuw en er wordt aandacht geschonken aan het KNIL. In 2016 is een aanvang gemaakt met de herinrichting van de expositie over de meidagen 1940. Voorheen was hier de keuken en een was- en badinrichting.
Paviljoen 4
Het gebouw is aan de buitenkant gerenoveerd. Tijdens de renovatie van het dak zijn een getrokken M114 en een AMX-PRA naar binnen getakeld. Binnen zijn de lokalen door vrijwilligers opgeknapt. In dit gebouw is de geschiedenis van de Veldartillerie van 1950 tot heden geëxposeerd. Voorheen werd het gebouw gebruikt als lesgebouw en legering.
Op 18 juli 1983 ontplofte in dit gebouw een mortiermijn (een AP23, lotnummer 68-2). Zeven militairen van 18-22 jaar verloren hierbij het leven. Er werd een herdenkingskamer ingericht.
Documentatiecentrum
In gebouw 169, oorspronkelijk bedoeld voor de verpleging van lijders aan een besmettelijke ziekte,  is de bibliotheek gevestigd. 